# Tone Šifrer
Tone Šifrer, slovenski pesnik, pisatelj in esejist, * 8. junij 1911, Žabnica, † 20. april 1942, Mauthausen.

## Življenjepis
Šifrer je 1936 diplomiral iz slavistike na ljubljanski Filozofski fakulteti. Od 1939 je poučeval na gimnazijah na Ptuju in v Murski Soboti. Na začetku okupacije se je vrnil v Žabnico in sodeloval v NOB; bil je izdan, odpeljan v gestaposki zapor v Begunje na Gorenjskem, nato v koncentracijsko taborišče Mauthausen, kjer je bil ustreljen kot talec.

## Literarno delo
Pesmi o naravi, zemlji in kmečkem življenju je od 1938 objavljal v Ljubljanskem zvonu. Ti motivi so navdihovali tudi njegovo pogosto avtobiografsko obarvano pripovedništvo, razpeto med idiliko kmečke navezanosti na zemljo in družbeno stvarnostjo. Šifrer je slogovno izhajal iz socialnega realizma in cankarjansko-impresionistične lirizacije, v dnevniško oblikovanem delu Kmet in stvari (izbor pesmi in proze, ki je 1947 doživelo povojno izdajo) pa se je naslonil tudi na murnovsko motiviko. V Ljubljanskem zvonu je od leta 1938 do 1941 objavil nekaj kratkih pripovedi in povest Mladost na vasi. Roman Vrnitev meščana pa je ostal nedokončan.
Šifrerjeva zbrana dela so izšla leta 1971 (uredil brat Jože Šifrer).